# جورج فريد
جورج فريد (بالإنجليزية: George Fried) (10 أغسطس 1877 – 25 يوليو 1949) كان قبطانًا بحريًا خدم في كل من بحرية الولايات المتحدة والأسطول التجاري الأمريكي، واشتهر بشجاعته في إنقاذ طواقم سفينتين من أعالي البحار في عشرينيات القرن العشرين.

## إنقاذ طاقم أنتينوي (1926)
في عام 1926، كان فريد قبطانًا لسفينة الركاب الفاخرة SS President Roosevelt التابعة لشركة United States Lines، عندما استقبل نداء استغاثة من السفينة البخارية البريطانية أنتينوي وسط عاصفة عنيفة في المحيط الأطلسي.
وبالرغم من الأحوال الجوية القاسية، قاد فريد عملية الإنقاذ بنفسه، مستخدمًا قوارب النجاة الصغيرة تحت الأمواج العاتية، وتمكّن من إنقاذ جميع أفراد الطاقم البريطاني. وقد لاقى عمله البطولي إشادة واسعة من الصحافة والجمهور الأمريكي.

## إنقاذ طاقم فلوريدا (1929)
في عام 1929، تولّى فريد قيادة سفينة الركاب الأمريكية الفاخرة **USS America**، التابعة كذلك لشركة United States Lines، عندما تلقت إشعارًا بخطر يواجه السفينة الإيطالية فلوريدا في عرض البحر. مرة أخرى، أظهر فريد شجاعة فائقة ونجح في إنقاذ طاقم السفينة الإيطالية وسط ظروف بحرية خطيرة.

## ظهوره الإعلامي وكتاباته
بعد سلسلة أعماله البطولية، أصبح جورج فريد شخصية معروفة لدى الجمهور الأمريكي. ابتداءً من عام 1929، بدأ بنشر سلسلة مقالات صحفية بعنوان ثلاثون عامًا في البحر (بالإنجليزية: My Thirty Years at Sea)، والتي كانت تُنشر عبر الصحف الكبرى بتنسيق مع وكالات التوزيع، وسرد فيها مغامراته وخبراته البحرية الممتدة.

## الوفاة
توفي جورج فريد في 25 يوليو 1949 عن عمر ناهز 71 عامًا، تاركًا وراءه إرثًا من الشجاعة والبطولة في تاريخ الملاحة البحرية الأمريكية.